# Anne McCaffrey

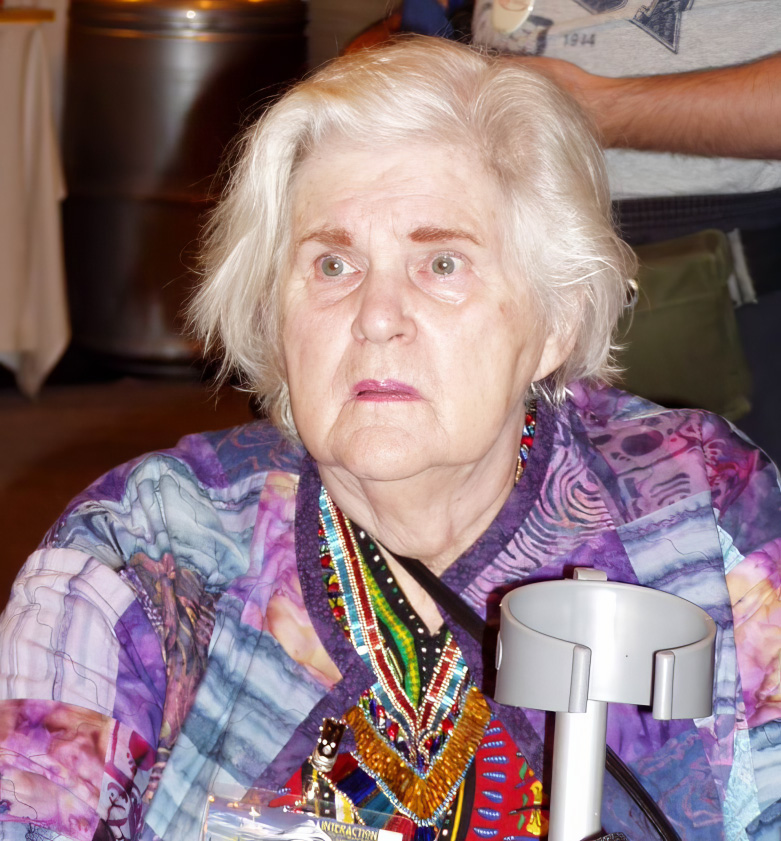
Anne McCaffrey bei der Worldcon in Glasgow im August 2005

Anne Inez McCaffrey (* 1. April 1926 in Cambridge, Massachusetts, USA; † 21. November 2011 in Newcastle, Wicklow, Irland) war eine US-amerikanische Science-Fiction- und Fantasy-Schriftstellerin. Sie ist vor allem für ihre Romanreihe Drachenreiter von Pern bekannt.

## Leben
McCaffrey wurde als Tochter von Anne Dorothy, geborene McElroy, sowie George Herbert McCaffrey geboren und hatte zwei Brüder, Hugh McCaffrey und Kevin Richard McCaffrey. Sie ging in Staunton zur Schule und absolvierte 1947 ein Studium in Slawistik und Literaturwissenschaft am Radcliffe College. Anschließend arbeitete sie als Werbetexterin.
1950 heiratete sie Horace Wright Johnson und bekam drei Kinder mit ihm: Alec Anthony (1952), Todd (1956) und Georgeanne (1959). Neben einem kurzen Aufenthalt in Düsseldorf lebte die Familie vorwiegend in Wilmington und Sea Cliff. Die Ehe wurde 1970 geschieden, danach wanderte McCaffrey nach Irland aus. Dort gründete sie die Dragonhold Ltd. und züchtete Pferde. Sie lebte zuletzt im County Wicklow und besaß dort mehrere Rennpferde sowie ein Anwesen, das sich Dragonhold under the Hill nennt, weil sie den Hügel abgraben musste, um ihr Haus zu errichten.
McCaffrey veröffentlichte 1953 ihre erste Kurzgeschichte, aber richtig aktiv wurde sie als Autorin erst, nachdem 1967 auch ihr erster Roman herauskam. Zu dem Zeitpunkt begann sie mit dem Zyklus um die Drachenreiter von Pern, dem sie ihre weltweite Bekanntheit verdankt. Das Schreiben der Pern-Romane hatte sie schon zu Lebzeiten – zumindest teilweise – auf ihren Sohn Todd übertragen, so dass ein Ende dieses Zyklus nicht abzusehen ist. Sie war bis zuletzt immer noch aktiv, auch wenn sie überwiegend nur noch mit Co-Autoren – speziell Elizabeth Ann Scarborough – zusammengearbeitet hat.
McCaffrey verstarb am 21. November 2011 im Alter von 85 Jahren.

## Auszeichnungen
- 1968: Hugo Award für die Novelle Weyr Search (deutsch Die Drachenkönigin)
- 1969: Nebula Award für die Novelle Dragonrider
- 1975: Skylark Award
- 1979: Ditmar Award und Gandalf Award für den Roman The White Dragon (deutsch Der weiße Drache)
- 1980: Balrog Award für den Roman Dragondrums (deutsch Drachentrommeln) und für das Werk insgesamt
- 1992: HOMer Award für den Roman All the Weyrs of Pern (deutsch Die Weyr von Pern)
- 1999: Margaret A. Edwards Award der American Library Association für großen Verdienste in der Jugendliteratur
- 2000: Karl Edward Wagner Award Spezialpreis der British Fantasy Society
- 2000: Forry Award
- 2004: Writers of the Future für das Lebenswerk
- 2005: Damon Knight Memorial Grand Master Award der Science Fiction and Fantasy Writers of America für das Lebenswerk
- 2006: Aufnahme in die Science Fiction Hall of Fame
- 2007: Robert A. Heinlein Award für das Lebenswerk (zusammen mit Elizabeth Moon)
- 2020: Benennung eines Dorsum auf Charon nach ihr: McCaffrey Dorsum.

## Werk
Anne McCaffrey arbeitete vielfach mit einer ganzen Reihe von Autoren zusammen, unter anderem mit Margaret Ball, Mercedes Lackey, Elizabeth Ann Scarborough, Jody Lynn Nye, Elizabeth Moon, S. M. Stirling und mit ihrem Sohn Todd McCaffrey.

### Das Federated Sentient Planets Universum
Viele von McCaffreys Werken spielen in einem von der Regierung der Federated Sentient Planets (FSP) dominierten Universum.
Laut einem im Buch "Nimisha's Ship" abgedruckten Interview ist aber jeder Romanzyklus in seinem eigenen Universum beherbergt. Sie machte sie getrennt, da in jedem Universum eine eigene inkompatible Gesellschaftsform beheimatet ist.

#### Die Drachenreiter von Pern® (The Chronicles of Pern)
Der Planet Pern ist eine in Vergessenheit geratene und dadurch isolierte Kolonialwelt der FSP.
Über die Reihenfolge, in der man die Bücher lesen sollte, kann man streiten. Die Autorin selbst spricht bei dem Zyklus von den beiden Trilogien
- The Dragonriders of Pern (Dragonflight, Dragonquest, The White Dragon)
- The Harper Hall Trilogy (Dragonsong, Dragonsinger, Dragondrums)

und bezeichnet die restlichen Bände als „Individual Pern Novels“.
Für ein gutes Verständnis ist die heutige vom Heyne-Verlag vorgegebene Reihenfolge (zumindest bis Band 16) optimal. Die ersten sechs Bände bauen direkt aufeinander auf, die weiteren gehen auf in den vorherigen Bänden erwähnte Ereignisse ein und beschreiben diese näher.
Die Bücher sind über die 2500-jährige Geschichte verteilt und Zeitsprünge sind möglich. Die Bücher sind meist nicht chronologisch aufgebaut, sondern erzählen einen Teil der Geschichte aus dem Blickwinkel einer Person. Ein anderes Buch zeigt dann teilweise dieselben Ereignisse aus dem Blickwinkel einer anderen Hauptperson.
- Dragonflight. 1968.

Band 1: Die Welt der Drachen. Heyne, 1972, DNB 850091233 (rotes Cover)
Band 1: Die Welt der Drachen. Bertelsmann, 1976
Band 1: Die Welt der Drachen. Heyne, 1981, ISBN 3-453-30693-7 (illustrierte Neuausgabe)
Band 1: Die Welt der Drachen. Heyne, 1994, ISBN 3-453-07436-X (einmalige Sonderausgabe)
- Dragonquest. 1970.

Band 2: Die Suche der Drachen. Heyne, 1973, DNB 850091217 (dunkelbraunes Cover)
Band 2: Die Suche der Drachen. Heyne, 1981, ISBN 3-453-30784-4 (illustrierte Neuausgabe)
- Dragonsong. 1976.

Band 3: Drachengesang. Heyne, 1981, ISBN 3-453-30693-7.
Band 3: Drachenlied. Cbt, 2009, ISBN 978-3-570-30612-3.
- Dragonsinger. 1977.

Band 4: Drachensinger. Heyne, 1981, ISBN 3-453-30778-X.
Band 4: Drachenruf. Cbt, 2009, ISBN 978-3-570-30613-0.
- Dragondrums. 1979.

Band 5: Drachentrommeln. Heyne, 1983, ISBN 3-453-30932-4.
Band 5: Drachenmeister. Cbt, 2009, ISBN 978-3-570-30614-7.
- The White Dragon. 1978.

Band 6: Der weiße Drache. Heyne, 1982, ISBN 3-453-30844-1.
- Moreta: Dragonlady of Pern. 1983.

Band 7: Moreta – Die Drachenherrin von Pern. Heyne, 1985, ISBN 3-453-31171-X.
- Nerilka’s Story. 1986.

Band 8: Nerilkas Abenteuer. Heyne, 1988, ISBN 3-453-03137-7.
- Dragonsdawn. 1988.

Band 9: Drachendämmerung. Heyne, 1990, ISBN 3-453-03933-5.
- Renegades of Pern. 1989.

Band 10: Die Renegaten von Pern. Heyne, 1993, ISBN 3-453-03137-7.
- All the Weyrs of Pern. 1991.

Band 11: Die Weyr von Pern. Heyne, 1994, ISBN 3-453-07751-2.
- The Dolphins of Pern. 1994.

Band 12: Die Delphine von Pern. Heyne, 1996, ISBN 3-453-11884-7.
- The Chronicles of Pern: First Fall. 1993 (Collection)

Band 13: Die Chroniken von Pern – Ankunft. Heyne, 2000, ISBN 3-453-17108-X.
| - The P.E.R.N. Survey. 1993 (Die Erkundung: P.E.R.N.) - The Dolphin’s Bell. 1993 (Die Delphinglocke) - The Ford of Red Hanrahan (Die Furt des Red Hanrahan) - The Second Weyr (Der Zweite Weyr) - Rescue Run (Rettungsmission) |
- Red Star Rising. auch: The Chronicles of Pern: Second Pass und Dragon’s Eye. 1996.

Band 14: Drachenauge. Heyne, 2001, ISBN 3-453-17950-1.
- Masterharper of Pern. 1998.

Band 15: Drachenklänge. Heyne, 2002, ISBN 3-453-19673-2.
- The Skies of Pern. 2001.

Band 16: Der Himmel über Pern. Heyne, 2002, ISBN 3-453-21351-3.
- Band (17) 7–9: Drachenträume (Sammelband)

(Originalzusammenstellung des Heyne-Verlags)
Ein echtes Ärgernis stellte das aus Marketinggründen als Band 17 des Pern-Zyklus bezeichnete Buch Drachenträume dar. Viele deutsche Fans glaubten an einen neuen Pern-Roman und waren enttäuscht, weil es sich nur um einen Sammelband handelte. Die Sammler waren auch nicht glücklich darüber, enthielt das Buch doch zum damaligen Zeitpunkt schwerer zu bekommende Bände der Reihe. Inzwischen ist der Sammelband selbst eine kleine Rarität.
- Dragon’s Kin. mit Todd McCaffrey, 2004.

Band 18: Drachenwege. Heyne, 2004, ISBN 3-453-87895-7.
- Dragon’s Blood. von Todd McCaffrey, 2006.

Band 19: Drachenblut. Heyne, 2006, ISBN 3-453-52131-5.
- Dragon’s Fire. mit Todd McCaffrey, 2006.

- Dragon Harper. mit Todd McCaffrey, 2007.

weitere deutsche Sammelbände:
- Band 1–3: Die Welt der Drachen. Heyne, 1997, ISBN 3-453-12229-1.

- Band 3, 4, 6: Drachengesang / Drachensinger / Der weiße Drache. Bechtermünz, 1998.

(Der weiße Drache wurde vom Heyne-Verlag lange als Band 5 geführt.)
Zu dem Zyklus gehören auch noch die Erzählungen:
- The Girl Who Heard Dragons. 1986 (in der Sammlung Drachenkind enthalten)
- The Runner of Pern (in der Sammlung Das Meer und kleine Fische von Robert Silverberg enthalten)
- Beyond Between (in der Sammlung Legenden – Das Geheimnis von Otherland und andere Abenteuer von Robert Silverberg enthalten)

#### Gehirnschiff-Zyklus (Brain & Brawn Ship Series)
Die Serie basiert auf einem eigentümlichen Rehabilitationsprogramm der FSP: Gehirne von Kindern mit starken körperlichen Defekten werden als Steuergehirne in Raumschiffe, Städte und Raumstationen integriert. Dabei müssen sie die Kosten für ihre Ausbildung abarbeiten. Falls sie sich freikaufen können, dürfen sie selbst über sich bestimmen. Dem "Gehirn" in der Titankapsel wird ein "Muskel" als menschlicher Gehilfe zur Verfügung gestellt. Gemeinsam erledigen sie Aufträge und kommen auch in anderen Geschichten wie dem Kristallsängerzyklus vor.
Nach fast 25 Jahren griff Anne McCaffrey das Thema aus The Ship Who Sang wieder auf und baute die Idee unter Beteiligung mehrerer Autoren zum Raumschiff- bzw. Gehirnschiff-Zyklus aus.
- Vol. 1: The Ship Who Sang. 1969.

Band 1: Ein Raumschiff namens Helva. Heyne, 1973, DNB 740086065.
Band 1: Helva – Das Raumschiff, das sang. Bastei-Lübbe, 1995, ISBN 3-404-24198-3.
Kurzgeschichte Get off the Unicorn: Honeymoon, 1979, ISBN 0-552-10965-7. Kurzgeschichtensammlung. Helva und Niall bekommen ein neues revolutionäres Triebwerk und fliegen zur Abnahme nach Corviki, einem Methanriesen mit einer Energiewesen-Bevölkerung. Bei der Rückkehr in ihre Körper haben sich beide Energien etwas verheddert, so dass nun Helva schmecken kann was Niall isst.
- Vol. 2: Partnership. mit Margaret Ball, 1992.

Band 2: Nancia – das Raumschiff, das ein Mensch war. Bastei-Lübbe, 1993, ISBN 3-404-24173-8.
- Vol. 3: The Ship Who Searched. mit Mercedes Lackey, 1992.

Band 3: Tia – das Raumschiff, das sich verliebte. Bastei-Lübbe, 1993, ISBN 3-404-24175-4.
- Vol. 4: The City Who Fought. mit S. M. Stirling, 1993.

Band 4: Channa – die Frau, die ein Computerwesen schützte. Bastei-Lübbe, 1994, ISBN 3-404-24182-7.
- Vol. 5: The Ship Who Won. mit Jody Lynn Nye, 1994.

Band 5: Carialle – das Raumschiff, das siegte. Bastei-Lübbe, 1995, ISBN 3-404-24196-7.
Der Zyklus wurde mit zwei von den sonstigen Co-Autoren Jody Lynn Nye und S. M. Stirling verfassten Romanen fortgesetzt.
- Vol. 6: The Ship Errant. von Jody Lynn Nye, 1996.

- Vol. 7: The Ship Avenged. von S. M. Stirling, 1997.

Sammelbände:
- Band 1+2: Helva / Nancia. Bechtermünz, 1998, ISBN 3-8289-0136-0.

(Originalzusammenstellung des Bechtermünz-Verlags)
- Vol. 2+3: Brain Ships. 2003, mit Margaret Ball und Mercedes Lackey
- Vol. 5+6: The Ship who Saved the Worlds. 2003, mit Jody Lynn Nye
- Vol. 4+7: The City and the Ship. 2004, mit S. M. Stirling

#### Ireta

##### Dinosaurier-Planet (Dinosaur Planet)
Was immer das Forschungsteam der FSP auf Ireta vorzufinden hoffte – mit Dinosauriern hatte man wohl nicht gerechnet.
- Vol. 1: Dinosaur Planet. 1978.

Band 1: Dinosaurier-Planet. Heyne, 1985, ISBN 3-453-31130-2.
- Vol. 2: Dinosaur Planet Survivors. 1984.

Band 2; Die Überlebenden. Heyne, 1986, ISBN 3-453-31357-7.
- Vol. 1–2: The Mystery of Ireta. 2003 (Sammelband)

##### Planetenpiraten (Planet Pirates)
Nicht alles ist Friede, Freude, Eierkuchen in der FSP: Piraten attackieren die Raumfahrtrouten. In diesem Zyklus wird das Schicksal von Überlebenden solcher Angriffe und von Überlebenden von Ireta geschildert, die den Streitkräften der FSP beigetreten sind.
- Vol. 1: Sassinak. mit Elizabeth Moon, 1990.

Band 1: Sassinak. Heyne, 2001, ISBN 3-453-17943-9.
- Vol. 2: The Death of Sleep. mit Jody Lynn Nye, 1990.

Band 2: Raumfahrergarn. Heyne, 2001, ISBN 3-453-17948-X.
- Vol. 3: Generation Warriors. mit Elizabeth Moon, 1991.

Band 3: Das Generationenschiff. Heyne, 2001, ISBN 3-453-17952-8.
- Vol. 1–3: The Planet Pirates. mit Elizabeth Moon und Jody Lynn Nye (Sammelband)

#### Kristall

##### Kristall-Sängerin (Crystal Singer)
Die Ökonomie aller Planeten hängt von Kristallen ab. Schwarze Kristalle ermöglichen die augenblickliche Kommunikation über Lichtjahre hinweg. Andere Kristalle dienen als Energiequelle oder Musikinstrument. Die Kristalle werden immer in Gruppen zusammengestellt. Alle Kristalle werden auf Ballybran aus Kristalladern von Kristallsängern geschnitten. Die Kristallsänger sind ein sehr exklusiver Club. Es gibt viele Gerüchte und Geheimnisse um die Kristallsänger. Eine Berufsvoraussetzung ist das absolute Gehör. Eine andere ist es, die Adaption mit der Spore auf Ballybran zu überleben. Ein kristalliner Symbiont dringt in den Körper ein, und nach dem Kampf mit der Abwehr gibt es ein mehr oder weniger gutes Miteinander. Oft verliert man dabei das Gehör. Deshalb steht der Planet auch unter Quarantäne. Ist die Anpassung erfolgreich verlaufen, kann man Kristalle abbauen. War sie weniger erfolgreich, bekommt man einen anderen Job als permanenter Bewohner des Planeten. Nur Kristallsänger können den Planeten kurzzeitig wieder verlassen, ohne Schäden davonzutragen, sofern man genug Geld verdienen konnte. Dabei wird alles in Rechnung gestellt: Shuttleservice, Arbeitsgerät, Ausbildung, Krankenpflege... Der Planet ist extrem unwirtlich und Stürme mit 1000 km/h zerfetzen alles im Weg stehende. Auch die Kristallberge werden so in Schwingungen versetzt, dass man den Verstand verliert. Kristallsänger verlieren auch mit der Zeit das Gedächtnis, sodass sie ohne ihre Aufzeichnungen sehr viel vergessen, was sie in ihrem durch die Spore deutlich verlängerten Leben erleben. Killashandra Ree, eine Musikstudentin, fällt bei ihrem letzten Gesangstest an einer renommierten Schule durch und lernt einen Kristallsänger auf dessen Rückreise nach Ballybran kennen. Als der Kristallantrieb eines Shuttles explodiert und dem Kristallsänger das Gehirn zerstört, reist sie mit ihm nach Ballybran und bewirbt sich als Kristallsängerin. Ihre Anpassung verläuft ohne Nebenwirkungen und sie kann nun Kristalle schneiden. Bei einem Einsatz auf Ophteria lernt sie Lars Dahl kennen und er folgt ihr nach Ballybran und wird Gildenmeister und oberster Führer des Planeten. Über die Jahrzehnte verliert auch Killashandra ihr Gedächtnis, bis sie der ihr nun verhasste Lars Dahl mit einem Gehirnschiff auf einen Asteroiden schickt, um ein Flüssigmetallwesen zu erforschen. Als sie versuchsweise einige Kristalle in das Wesen einsetzt, kommt auch eine Verbindung zwischen Killashandra und dem Wesen zustande. Das Wesen stellt ihre Erinnerungen wieder her und sie hilf Lars Dahl und der Gilde, den Abbau zu optimieren, indem sie das bisherige Claimsuchen und Vergessen reformieren und in den Claims aus ihrer Erinnerung auch andere Kristalle abbauen lässt.
- Vol. 1: Crystal Singer. 1982.

Die Kristall-Sängerin. Bastei, 1984, ISBN 3-404-24057-X.
- Vol. 2: Killashandra. 1985.

Killashandra. Heyne, 1990, ISBN 3-453-04314-6.
- Vol. 3: Crystal Line. 1992.

- Vol. 1–3: The Crystal Singer Trilogy. 1996 (Sammelband)
- Vol. 1–3: The Crystal Singer Omnibus. 1999 (Sammelband)

#### Coelura Series
- Vol. 1: The Coelura. 1997. Kurzgeschichte mit Nerilkas Story ISBN 0-552-12817-1; 93S und einzeln mit Illustrationen und im Großdruck ISBN 0-812-50297-3; 156S Ladie Cassia lebt auf dem Planeten Demathorn in einer sehr formellen Gesellschaftsform. Sie ist die persönliche Erbin ihres Vaters Baythan, einem Minister des Planeten. Fortpflanzung geschieht vertraglich geregelt für begrenzte Zeit, um einen lebensfähigen Erben zu zeugen. Die Erben erhalten nach der Geburt ein kompliziertes Tatoo am Hals und sind gesetzlich vor Entführung oder Beeinflussung geschützt. Die einzige Industrie und gleichzeitig beliebteste Freizeitbeschäftigung des Planeten ist die Jagd auf gefährliche Raubtiere. Ihre Mutter Cinna schaut nur gelegentlich auf ihrer Planetentour vorbei, um Baythan an einen geheimen, unerfüllten Paragrafen des Vertrages zu erinnern, der Cassia gezeugt hat. Als Cassia alt genug ist, um erweiterte Zugriffsrechte auf die zentrale Datenbank zu erhalten, erfährt sie, dass es im Vertrag wohl um Coelura, eine ovale, fliegende Lebensform geht, welche früher das Hauptgeschäft ihres Planeten war und dass es hierfür noch eine dritte Stadt gab, deren Gegend nun verboten ist. Als ein unerträglicher Kandidat sich um einen Vertrag mit ihr bemüht, fliegt sie einfach los und landet ohne Treibstoff bei der verbotenen Zone. Sie hört einen Notruf und fliegt mit der letzten Energie zu einer verbotenen Insel und findet ein abgestürztes Flugschiff. Der Überlebende Murell ist schon länger auf der Insel und hat sich mit Coelura häuslich eingerichtet. Die regenbogenfarbenen Lebewesen können eine begrenzte Menge eines lebendigen Gespinsts produzieren, welches die Reichen als Kleidung bis zur Ausrottung von Coelura ausbeuteten. Als am nächsten Tag die Sonne ihr Schiff wieder aufgeladen hat, bringt Cassia Murell zurück. Cassia erfährt, dass ihr Vater nun Zugang zu Coelura erringen will und eine Verbindung mit einer Edlen der dritten Stadt organisieren konnte. Cassia hat Angst um Coelura und versucht Murell zu warnen, aber der ist längst in ihrer Stadt und sie erwischt ihn auf einem Transportband. Zuhause wartet eine Schachtel mit Coelura auf sie, und ihre Zofe weiß, was das ist. Zur offiziellen Vertragsunterzeichnung ihres Vaters erscheint sie in Coelura und auch ihr Vater und seine Neue sind auch in Coelura gekleidet. Da Coelura die Gemütslage widerspiegelt, erkennt Cassia, dass ihr Vater nicht ganz zufrieden ist. Murell taucht als vermisster Regent der dritten Stadt auf und der Schutz von Coelura und die Wiederangliederung der verbotenen dritten Stadt sowie eine 5-Jahres-Beziehung zwischen Cassia und Murell zwecks Nachfolgerzeugung wird auch noch hineingeschrieben.
- Vol. 2: Nimisha’s Ship. 1998. Ausführlicher Roman. ISBN 0-345-38825-9 Ladie Nimisha Boynton-Rondymense ist die persönliche Erbin von Rezalla Boynton-Chonderlee und ihr Vater ist Lord Tionel, Eigner und Chefdesigner der Rondymense Raumschiffswerften. Als Nachfahren der ersten Familien oder Siedler des Planeten Vega 3 gehören sie zum Adel. Üblicherweise arbeitet der Adel nicht, sondern verwaltet nur das Erbe und geht auf Feste oder zum Jagen. Tionel leitet jedoch selbst das Design und den Raumschiffbau. Seine Tochter Nimisha hat von ihm diese Leidenschaft geerbt. Schon als Kind zerlegt sie ihr Spielzeug und baut es verbessert wieder zusammen. Da Lord Tionels Erbe nutzlos ist und nur sein Erbe verjubelt, hat er großes Interesse an Nimisha und fördert sie auch gegen den Willen ihrer Mutter Rezella. Als Nimisha mit 14 als junge Erwachsene gilt, erhält sie von Tionel einen Gleiter mit unüblicher Leistungsfähigkeit, der sogar raumtauglich ist, um ihn auf der Raumwerft zu besuchen. Dort bindet er Nimisha und ihre Leibwächterin immer mehr in die Prozesse der Werft ein und zusammen konstruieren sie alle neuen Schiffe. Als Lord Tionel stirbt, erbt Nimisha die Werften, was Tionels persönlichem Erben und dessen Mutter nicht gefällt. Nimisha und ihre Leibwächterin führen die Werften weiter, aber als Nimisha ihr fünftes Design, ein Langstreckenschiff, zur Probefahrt in ein leeres Raumgebiet steuert, wird sie von einem plötzlich auftauchendem Wurmloch verschluckt und in einem unbekannten Raumsektor ausgespuckt. Nur dank der künstlichen Intelligenz ihres Schiffes kommt sie nur mit ein paar Kratzern davon. Ihr Schiff ist gut ausgerüstet und hat drei unabhängige KI-Intelligenzen: Steuerung, Nahrungsmittelzubereitung und Arzt. Für den Arzt hatte sie einen verwandten Arzt als Vorbild genommen, welcher besonders einfühlsam ist und trotz Reichtum auch arbeitet. In der Nähe sind einige bewohnbare Systeme, aber kein bekannter Stern kann identifiziert werden. Auch ihr Notsignal bleibt vorerst unbeantwortet. Sie geht erst mal ein Jahr in Tiefschlaf, aber erwacht wieder ohne Rettung. Sie erforscht das nächste Sternensystem und findet einige andere Raumschiffe, welche nur schwer beschädigt das Wurmloch verlassen haben. Sie findet drei Überlebende und ein Kind sowie eine unbekannte Raumfahrer-Rasse, die dank ihrer schnellen Fortpflanzung überleben und wachsen konnte. Sie nehmen Kontakt auf und leben fortan zusammen. Sehr nützlich ist ein Siedlerschiff mit Equipment, das ursprünglich Vega besiedeln sollte, um dem lebensfeindlichen Getier des Planeten zu trotzen. Zuhause auf Vega 3 sucht man Nimisha und etabliert eine Überwachungsstation am vermuteten Eingang des Wurmlochs. Nimishas Erbin Cuiva ist noch zu jung, um zu übernehmen, sodass Nimishas Mutter und Nimishas ehemalige Leibwächterin die Werft leiten. Der enttäuschte Erbe und seine Mutter wittern ihre Chance und diverse Anschläge auf Cuiva und die Werft veranlassen Nimishas Mutter dazu, Cuiva mit der Kopie 5A von Nimishas Prototypen auf die Rettungsmission zu schicken. Inzwischen ist das Notsignal angekommen. Das Wurmloch öffnet sich nach 5 Jahren wieder und verschluckt die Überwachungs-Raumstation und ein Schiff der 4er Serie und spuckt alles am anderen Ende des Wurmlochs wieder aus. Die Crew der 4er findet Nimisha, aber der fremdenfeindliche, inkompetente Kapitän sollte eigentlich nur auf einen unbedeutenden Posten abgeschoben werden und ist überfordert. Zum Glück hört er nicht auf die Einheimischen und wird mit einer schweren, infektiösen Allergie im Kälteschlaf zurückgeschickt. Auch das Rettungsschiff 5A ist auf dem langen Weg inzwischen angekommen. Cuiva ist am Vorabend ihres 14ten Geburtstags in Kälteschlaf gegangen und wird bei ihrer Mutter wiedererweckt, um das Ereignis der Erwachsenwerdung mit ihrer Mutter gebührend zu feiern. Sie beschließen als neue Erste Familien auf dem Planeten zu bleiben.

### Doona Series
Nach fast 25 Jahren griff Anne McCaffrey das Thema aus Decision at Doona wieder auf und baute die Idee unter Beteiligung von Jody Lynn Nye zum Doona-Zyklus aus.
- Vol. 1: Decision at Doona. 1969.

Band 1: Planet der Entscheidung. Heyne, 1972, DNB 730100642.
- Vol. 2: Crisis on Doona. mit Jody Lynn Nye, 1992.
- Vol. 3: Treaty at Doona. auch: Treaty Planet. mit Jody Lynn Nye, 1994.

- Vol. 2–3: Doona. mit Jody Lynn Nye, 2004 (Sammelband)

### Das Talent-Universum

#### Pegasus-Trilogie (Talent Series)
Die Erde wurde von Städten überwuchert. Nur einzelne Rückzugsgebiete mit der ursprünglichen Natur existieren noch. Viele Menschen sind arbeitslos und leben in riesigen, langen Gebäuden von der Grundsicherung. Die Evolution bringt einzelne Talente mit parapsychischen Gaben hervor. Davyd op Owen gründet das Zentrum in einem Parkgebiet, da diese Talente unter den Störfeldern der anderen Menschen leiden und in abgeschirmten Gebäuden leben müssen. Er versammelt alle Talente um sich und erforscht ihre Möglichkeiten und wie sie der Menschheit helfen können. Manche finden verlorene Gegenstände oder Menschen. Manche sind Telepathen, andere können Gegenstände bewegen. Mit einem gelähmten Jungen namens Peter Reidinger, der die Stromversorgung seines Bettes anzapfen kann, taucht der erste Telepath/Telekinet mit der Kraft, Generatoren anzuzapfen, auf. Natürlich sind die anderen Menschen misstrauisch bis feindselig eingestellt und das Center versucht die Wogen zu glätten und die Talente zu schützen. Mit der Hilfe der Talente werden die ersten Raumschiffe gebaut, um die Bevölkerung über die Sterne zu verteilen. Bis man herausfindet, wie man Kolonieschiffe durch Raum und Zeit teleportiert.
Die Talente und das Center entwickeln sich zum Interstellaren Transportunternehmen weiter. Jeder Planet, der es sich leisten kann, hat einen Turm mit einem T1 Telepath/Telekinet und eine Hilfsmannschaft aus niedrigeren Talenten T2,3,4... um zu unterstützen. Riesige Schwungradgeneratoren werden aufgeladen, um dem T1 die Energie zu liefern und in Millisekunden Frachtdrohnen und Raumschiffe zu allen bekannten Planeten zu teleportieren. T1 Talente sind aber sehr selten und schwer zu finden. Am besten zeugt man sie selbst. Das ist das Ziel von Peter Reidinger III., dem Nachfahren des gleichnamigen ersten Generatorennutzers und Oberhaupt des Centers. Auf den Kolonieplaneten entstehen inzwischen eigene Talente wie Rowan, die als Kleinkind in einer Schlammlawine den gesamten Planeten zusammengeschrien hat, oder Jeff Raven. Aber die Talente spüren auch fremde Besucher auf. Die kriegerischen Aliens werden in einer Verschmelzung aller Talente zerfetzt. Die friedlichen Rassen wie die Mrdini werden in der Allianz willkommen geheißen und bekommen auch einen Turm. Eine insektoide Schwarmintelligenz ist besonders aggressiv und zerstört alle vorgefundenen Lebewesen eines Planeten. Es wird daher beschlossen, deren immer neue Kolonieschiffe aufzuspüren und die Kolonien zu vernichten.
- Vol. 1: To Ride Pegasus. 1974.

Band 1: Wilde Talente. Heyne, 1986, ISBN 3-453-31297-X.
Band 1: Wilde Talente. Heyne, 1998, ISBN 3-453-14876-2.
- Vol. 2: Pegasus in Flight. 1990.

Band 2: Der Flug des Pegasus. Heyne, 1999, ISBN 3-453-14877-0.
- Vol. 3: Pegasus in Space. 2000.

#### Rowan-Zyklus (Tower and Hive Series)
- Vol. 1: The Rowan. 1990.

Band 1: Rowan. Heyne, 1997, ISBN 3-453-12641-6.
- Vol. 2: Damia. 1991.

Band 2: Damia. Heyne, 1997, ISBN 3-453-12642-4.
- Vol. 3: Damia’s Children. 1993.

Band 3: Damias Kinder. Heyne, 1997, ISBN 3-453-12649-1.
- Vol. 4: Lyon’s Pride. 1994.

Band 4: Lyon. Heyne, 1997, ISBN 3-453-12650-5.
- Vol. 5: The Tower and the Hive. 1999.

### Das Petaybee-Universum

#### Eisplanet-Trilogie (Petaybee Series)
- Vol. 1: Powers that Be. mit Elizabeth Ann Scarborough, 1993.

Band 1: Die Gesänge des Eisplaneten. Bastei-Lübbe, 1994, ISBN 3-404-24190-8.
- Vol. 2: Power Lines. mit Elizabeth Ann Scarborough, 1994.

Band 2: Das Herz des Eisplaneten. Bastei-Lübbe, 1995, ISBN 3-404-24203-3.
- Vol. 3: Power Play. mit Elizabeth Ann Scarborough, 1995.

Band 3: Die Macht des Eisplaneten. Bastei-Lübbe, 1996, ISBN 3-404-24215-7.

#### The Twins of Petaybee
- Vol 1: Changelings. mit Elizabeth Ann Scarborough, 2005.
- Vol 2: Maelstrom. mit Elizabeth Ann Scarborough, 2006.
- Vol 3: Deluge. mit Elizabeth Ann Scarborough, 2008.

### Catteni-Zyklus (Freedom Series)
- Vol. 1: Freedom’s Landing. 1995.

Band 1: Die Kolonie der Catteni. Bastei-Lübbe, 1997, ISBN 3-404-24226-2.
- Vol. 2: Freedom’s Choice. 1997.

Band 2: Die Siedler von Botany. Bastei-Lübbe, 1999, ISBN 3-404-24252-1.
- Vol. 3: Freedom’s Challenge. 1998.

Band 3: Die Diener der Eosi. Bastei-Lübbe, 1999, ISBN 3-404-24261-0.
- Vol. 4: Freedom’s Ransom. 2002.

### Das Acorna-Universum

#### Acorna
- Vol. 1: Acorna: The Unicorn Girl. mit Margaret Ball, 1997.

Band 1: Acorna – Einhornmädchen vom anderen Stern. Goldmann, 1999, ISBN 3-442-24853-1.
- Vol. 2: Acorna’s People. mit Elizabeth Ann Scarborough, 1997.

Band 2: Acorna – Die Fahrt zu den Sternen. Goldmann, 1999, ISBN 3-442-24924-4.
- Vol. 3: Acorna’s Quest. mit Margaret Ball, 1998.

Band 3: Acornas Heimkehr. Blanvalet, 2000, ISBN 3-442-24970-8.
- Vol. 4: Acorna’s World. mit Elizabeth Ann Scarborough, 1999.

Band 4: Acornas Welt. Blanvalet, 2001, ISBN 3-442-24142-1.
- Vol. 5: Acorna’s Search. mit Elizabeth Ann Scarborough, 2002.
- Vol. 6: Acorna’s Rebels. mit Elizabeth Ann Scarborough, 2003.
- Vol. 7: Acorna’s Triumph. mit Elizabeth Ann Scarborough, 2004.

#### Acorna’s Children
- Vol. 1: First Warning. mit Elizabeth Ann Scarborough, 2005.
- Vol. 2: Second Wave. mit Elizabeth Ann Scarborough, 2006.
- Vol. 3: Third Watch. mit Elizabeth Ann Scarborough, 2007.

### Einzelromane Science Fiction
- Restoree. 1967 ISBN 0-552-08344-5. ist einer der ersten Romane. Auf der (zur Zeit der Buchentstehung uns vertrauten) Erde fallen fremde Schiffe ein und ernten die Menschen im Central Park. Die Mil halten sich auf Nahrungsplaneten Menschen und ernten sie in größeren Zeiträumen ab. Nur wer sich in den tiefsten Höhlen des Planeten versteckt wird verschont. Nach einem Alptraum gewinnt Sara langsam wieder ihren Verstand zurück. Sie lebt nun als Pflegerin in einem seltsamen Pflegedorf hinter einem Kraftfeld. Die Welt ist anders als ihre Welt. Langsam versteht sie die Sprache und dann auch, dass sie nicht mehr auf der Erde ist. Ihr Körper hat sich verändert. Die Hautfarbe stimmt nicht und Narben sind verschwunden. Sie pflegt Harlan, den bisherigen Herrscher dieses Planeten und im Essen ist eine Droge, die den Geist vernebelt. Sie hört Gespräche, dass sie als geistlose Hilfskraft gilt und Harlan einem Giftanschlag zum Opfer gefallen ist und er hierhin aus dem Weg geräumt wurde. Indem sie beide hungern, klärt sich ihr Geist und ihnen gelingt die Flucht über den seltsamen Planeten. Harlan kann das Komplott aufdecken und Sara erfährt, dass die Mil sie von der Erde „geerntet“ haben und als das Mil-Schiff erobert wurde, wurde sie gerettet. Sobald aber den Opfern die Haut abgezogen wurde, gelten die Opfer als unrettbar verloren und müssen getötet werden, weil auf diesem Planeten neben Papier auch Psychologie und Traumabehandlung unbekannt sind. Versuche, die Gehäuteten zu retten, werden mit der Todesstrafe geahndet. Da sie eine neue Haut hat, ist sie so eine Wiedergeborene und ihr Leben ist weiterhin in Gefahr. Sie vertraut sich Harlan an und sie schicken ein Raumschiff zur Kontaktaufnahme zur Erde.

Die Wiedergeborene. Heyne, 1973, ISBN 3-453-30239-7.
Die Wiedergeborene. Argument, 2000, ISBN 3-88619-985-1.

### Das Katzen Universum
Elizabeth Ann Scarborough und Anne McCaffrey widmen diese Romane ihren Maine Coon Katzen. Auch im Autorenbild ist eine Katze zu sehen. Maine Coon Katzen sind das Vorbild für die Schiffskatzen aus anderen Reihen (Rowan-Zyklus) und die Romane spielen hauptsächlich aus der Sicht der Katzen. Schiffskatzen sind begehrte Handelsware und passen auf ihr Schiff und die Mannschaft auf. Sie beseitigen eingeschleppte Schadorganismen, welche die Kabel anfressen, suchen Lecks und sorgen für die Moral der Mannschaft. Der Schiffskatze zur Seite gestellt wird eine Betreuungsperson, welche meist einen Abschluss in Katzenbetreuung hat. Katzenbetreuung ist ein eigenes Studium.
Setting: Eine raumfahrende Katzenrasse hat in unserer grauen Vorzeit die Erde besucht und sich im alten Ägypten angesiedelt. Dort wurden sie als Götter verehrt und regelten die Geschicke der Menschen. Besonders begabte Menschen konnten ihre Gedanken empfangen und für sie handeln. Aber ihr Einfluss schwand über die Jahrtausende. Als die multinationalen Konzerne immer mehr Macht ansammelten und die machtlosen nationalen Regierungen einen Atomkrieg anfingen, verließen die Konzerne die Erde und terraformierten geeignete Planeten. Die Ägypter landeten auf einem Sandplaneten mit nur wenig Vegetation an einem Fluss, wie auch in Ägypten und nannten ihn Mau. Die Menschen und Katzen nahmen ihre mumifizierten Vorfahren und Skarabäus Käfer mit. Die heiligen Käfer vermischten sich mit einer schillernden einheimischen Käferart zum Ka Käfer. Er lebt von den Mumien und nimmt deren Essenz in sich auf, um diese dann wieder in den ökologischen Kreislauf zu bringen. Nachdem die Ungläubigen zu besser geeigneten Planeten weitergezogen und den Planeten vergessen hatten, konnten die Katzen und ihre Anhänger wieder ihre Kultur aufbauen.
Der Großwesir von Mau, Pshaw-Ra, nimmt die meisten der Ka Käfer in seinem Pyramidenschiff mit und legt sich auf die Lauer, um andere Schiffe anzulocken. Jedes Schiff mit einer Katze ist extra gekennzeichnet und jeder Kapitän ist verpflichtet, solche Schiffe, wenn sie beschädigt wurden, zu untersuchen und überlebende Katzen und Menschen zu retten. Aber Pshaw-Ra will sich nicht retten lassen. Er will nur die Ka Käfer auf andere Schiffe und Planeten verteilen, was ihm sehr gut gelingt.
Die Schiffskatze Chessie und ihre Betreuerin Janina sind gerade auf Landgang auf der Hood Station des hinterwäldlerischen Agrarplaneten Sherwood, um beim Tierarzt eine Schwangerschaftsuntersuchung zu machen, als der nichtsnutzige Vater von Jubal sich daran erinnert, dass er seinem Sohn eine Katze versprochen hat. Er stiehlt Chessie und bringt sie auf seine Farm. Dort wuseln inzwischen die metallisch glänzenden Ka Käfer herum und werden gefressen. Dadurch beeinflussen sie die Menschen und Tiere. Sie werden intelligenter und fähig eine telepathische Verbindung aufzubauen. Chessie bekommt ihren Nachwuchs. Ihr Sohn Chester baut eine telepathische Verbindung zu Jubal auf und wächst auf der Farm auf. Aber Jubals Vater möchte die wertvollen Katzen und einige wilde Katzen als illegale Schiffskatzen weiterverkaufen.
Die nun arbeitslose Katzenbetreuung Janina hilft inzwischen dem örtlichen Veterinär und sucht weiter nach Chessie. Inzwischen ist die Verwaltung auf die glitzernden Reste der Ka Käfer aufmerksam geworden. Durch Vetternwirtschaft wird die Feenstaub-Krankheit hochgespielt und alle betroffenen Tiere werden eingesammelt und isoliert. Dass es nur die Reste der Käferpanzer sind, die in den Körperflüssigkeiten der Tiere glitzern, wird ignoriert. Schließlich findet Janina Chessie und ihren Nachwuchs wieder und Jubal folgt Chester auf ein Schiff und wird Katzenbetreuer. Die Feenstaub-Krankheit wird immer mehr hochgespielt, bis alle Nutztiere und auch alle Schiffskatzen in Quarantäne landen. Da die Gesellschaft sehr gewinnorientiert ist, werden alle Tiere, deren Unterhalt teurer ist als der zu zahlende Schadenersatz, bald getötet. Janina und Jubal sind sehr unglücklich und versuchen mit weiteren Mitstreitern, die Katzen wieder zu befreien. Auch Psaw-Ra ist mit der Entwicklung nicht zufrieden, da die Essenz seiner Vorfahren mit den getöteten Tieren zu schnell aus dem Ökosystem entfernt wird. Sie befreien alle Schiffskatzen und fliehen durch ein Mauseloch (Wurmloch), welches das Pyramidenschiff erzeugen kann, zum Planeten Mau. Dort spinnt Psaw-Ra seine Pläne weiter und sorgt dafür, dass alle Schiffskatzen sich mit den Mau-Katzen paaren. Inzwischen ist aber eine neue Katzenkönigin an die Macht gekommen und hält nichts mehr von den Plänen ihrer Vorgängerin und ihrem Vater Psaw-Ra. Die Situation eskaliert und sie müssen in den Untergrund und verstecken sich in der Totenstadt. Dort treibt sich aber die unsterbliche, mythische, sonnenfressende Schlange herum.
Inzwischen ist ein großer Teil der Raumschiffe den Nagern und Lecks zum Opfer gefallen und den Menschen fällt auf, dass man ohne Nutztiere Probleme bekommt. Man kann das Feenstaub-Komplott aufdecken und ist nun bereit, die geflohenen Katzen wieder aufzunehmen. Der Mischlings-Katzennachwuchs fällt so aus wie Psaw-Ra es geplant hat. Sie haben die Sechs-Fingrigkeit von den Schiffskatzen übernommen und haben nun einen Daumen. Nun brauchen sie nur noch passende Katzenbetreuer, welche genug Feenstaub aufgenommen haben, um eine telepathische Verbindung aufzubauen. Sie fliegen wieder durch den Weltraum und wenn ein Schiff mit einer kompatiblen Person vorbeifliegt, bauen die Katzen eine Brieffreundschaft mit ihren Menschen auf. Die anderen Menschen versuchen, das seltsame Verhalten der Katzen zu ignorieren, wenn diese am Computer Emails schreiben, aber nicht jedem gelingt dies. Auch Kadetten und einflussreiche Menschen lassen sie ihre kompatiblen Katzen kaufen. Alle Katzen kehren wieder auf ihre Schiffe zurück.
Als die unsterbliche Schlange Mau verlässt und Schiffe zerstört, entwickelt sie sich wieder zum Sonnenfressenden-Stadium weiter und fängt an, die Sonne eines Planeten zu verdunkeln. Psaw-Ra kennt sich damit aus, da die Schlange bereits die Sonne des Ursprungsplaneten seiner Rasse gefressen hat. Er verbündet sich mit dem Militär und alle Katzen mit ihren Betreuern werden eingezogen, um die Schlange zu bekämpfen. Sie bauen kleine Raumschiffe für jede Katze, welche die Schlangenteile aneinanderkleben können und größere für ihre Betreuer. In einem epischen Kampf gelingt es, alle Teile der Schlange zusammenzukleben und auf einem einsamen Mond zu begraben. 
- Catalyst 2010, ISBN 978-0-345-51377-9
- Catacombs 2010, ISBN 978-0-345-51378-6

### Einzelromane Fantasie / Realzeit
- An Exchange of Gifts. 1995.
- Black Horses for the King. 1996.
- No One Noticed the Cat. 1996.
- A Diversity of Dragons. mit Richard Woods, 1997
- If Wishes Were Horses. 1998.

### Romanzen
- The Mark of Merlin. 1971.
- Ring of Fear. 1971.
- The Kilternan Legacy. 1975.
- Stitch in Snow. 1985. Roman ist schon lange nicht mehr verfügbar.
- The Year of the Lucy. 1986.
- The Lady. 1987.

Three Women enthält die ersten drei Romane in einem Band.

### Bücher mit dem Namen von Anne McCaffrey
Weitere Bücher glänzen mit dem Namen, aber nicht mit dem Inhalt. Anne Mc Caffrey hat dort nur die Kurzgeschichten anderer Autoren zusammengestellt und eventuell ein Vorwort beigesteuert!
- Alchemy & Academe 1970, ISBN 0-345-34419-7
- Space Opera 1996, mit Elizabeth Ann Scarborough ISBN 0-88677-714-3

### Sammelbände Kurzgeschichten
- Get off the Unicorn. 1977 ISBN 0-552-10965-7

| - Introduction - Lady in the Tower 1959: Rowan trifft Jeff Raven. Frühe Szene aus The Rowan 1990 diesmal mit Rauchern. - A Meeting of Minds 1969: Damia findet die feindliche Schiffsintelligenz Sodan. Szene aus Damia 1991. - Daughter 1971: Nora Fenn wächst auf einer hochtechnisierten Farm auf und programmiert die Maschinen. Vermutlich Talents Universum. - Dull Drums 1973: Nora Fenn studiert Computertechnik, wie ihr Vater wünscht, aber ist zu gut dafür und darf nun alles studieren. - Changeling ??: Claire, Roy, Ellyot und Chess bilden eine polyamoröse Gemeinschaft und Claire bekommt Roys Kind in einer Berghütte. - Weather on Welladay 1969: Auf dem Meeresplaneten Welladay leben Wahle, welche für das wertvolle radioaktive Jod gemolken werden. Piraten melken zu Tode. - The Thorns of Barevi 1970: Christin wurde von Fremden von der Erde entführt und in die Sklaverei verkauft. Sie kann fliehen und hilft einem ihrer Entführer mit anschließender Vergewaltigung. - Horse from a different Sea ??: Nach einem Besuch im Freudenhaus sind einige Männer schwanger. Eine fremde Spezies hat ihre Saat möglichst weit verbreitet. - The Great Canine Chorus 1971: Talente Universum. Ein telepathisches, vernachlässigtes, gelähmtes Kind Maria beeinflusst Menschen und Hunde nach ihren Wünschen. - Finder`s Keeper 1973: Talente Universum. Peter ist ein Finder, aber das soll keiner wissen. Ein Versicherungsagent findet es heraus und zwingt ihn Diebesgut wiederzufinden. - A Proper Santa Claus 1973: Talente Universum. Jeremy ist ein Kind, das seine Zeichnungen zum Leben erwecken kann. Aber seine Kunstlehrerin in ihrem Enthusiasmus stört eher und als er einen passenden Santa aus Knetmasse macht mit Kleidung und allem verliert er seine Phantasie und seine Fähigkeit ihn zum Leben zu erwecken. - The Smallest Dragonboy 1973: Pern Universum. Keevan darf zum ersten Mal als Kandidat zu einer Gegenüberstellung und wird trotz Verletzung K`van. - Apple 1969: Talente Universum. Daffyd op Owen untersucht eine Serie von Diebstählen von einem telekinetischen Mädchen und entdeckt sich selbst zu teleportieren. - Honeymoon ??: Gehirnschiff Universum. Helva lässt sich einen neuartigen Antrieb einer Gasriesen Spezies und reist mit Niall zur Abnahme. Die Corviki kommunizieren mit ihren transferierten Psychen in vorbereiteten Hüllen schwebend über dem Planeten. Dabei vermischen sich ihre Psychen und nach der Rückkehr ins Schiff bleiben sie verbunden, so dass Helva schmeckt was Niall isst. |

- The Girl who Heard Dragons. 1994. ISBN 0-552-14436-3

Drachenkind. Heyne, 2003, ISBN 3-453-87053-0.
| - Introduction: So You're Anne McCaffrey (Einführung: Ach, Sie sind Anne McCaffrey) - The Girl Who Heard Dragons. 1986 (Drachenkind) - Velvet Fields. 1973 (Die samtenen Felder) - Euterpe on a Fling (Euterpe amüsiert sich) - Duty Calls. 1988 (Die Pflicht ruft) - A Sleeping Humpty Dumpty Beauty. 1990 (Das ramponierte Dornröschen) - The Mandalay Cure. 1990 (Die Mandalay-Kur) - A Flock of Geese. 1985 (Gänse im Flug) - The Greatest Love. 1977 (Ein Liebesdienst) - A Quiet One. 1991 (Das stille Wasser) - If Madam Likes You …. 1989 (Das Spiel) - Zulei, Grace, Nimshi and the Damnyankees. 1992 (Zulei, Grace, Nimshi und die verdammten Yankees) - Cinderella Switch. 1981 (Der Cinderella-Trick) - Habit Is an Old Horse. 1979 (Die Macht der Gewohnheit) - Lady-in-Waiting. 1978 (Die Hofdamen) - The Bones Do Lie (Gestrandet) |